# Pontoperla katherinae
Pontoperla katherinae is een steenvlieg uit de familie groene steenvliegen (Chloroperlidae). De wetenschappelijke naam van de soort is voor het eerst geldig gepubliceerd in 1950 door Balinsky.